# Lehua Sandbo
Lehua Sandbo, de son vrai nom Lehualani Ehukai Nahina, née le 7 février 1983  à Haleiwa, Hawaii, États-Unis, est une chanteuse et mannequin américaine.
Elle débute à 16 ans sous son seul prénom Lehua, en étant intégrée en janvier 2000 au sein du groupe Coconuts Musume du Hello! Project au Japon. Elle enregistre trois singles avec son groupe, et deux autres dans le cadre des groupes temporaires Shuffle Units Aoiro 7 en 2000 et 7-nin Matsuri en 2001. Elle quitte le H!P en février 2002 pour continuer ses études à Hawaii. Elle suit des études pour devenir infirmière, puis épouse le surfeur professionnel Kapono Nahina en 2003, et a son premier enfant en 2004 (une fille). Elle se met ensuite au mannequinat et participe à des concours de beauté : elle est couronnée Mrs. Hawaii-USA en 2008, lui permettant de concourir pour le titre national de "Mrs. United States" réservé aux femmes mariées.

## Discographie
- 8 mars 2000 : Aoi Sports Car no Otoko (avec Aoiro 7)
- 17 mai 2000 : Tokonatsu Musume (avec Coconuts Musume)
- 26 juillet 2000 : Watashi mo I Love You (avec Coconuts Musume)
- 4 juillet 2001 : Summer Reggae! Rainbow (avec 7-nin Matsuri)
- 22 août 2001 : Jōnetsu Yuki Miraisen (avec Coconuts Musume)